# An Everlasting Piece
An Everlasting Piece (br: A Guerra das Perucas / pt: Pelos Cabelos) é um filme americano de comédia lançado em 2000, dirigido por Barry Levinson e escrito e estrelado por Barry McEvoy. O elenco de apoio inclui o comediante Billy Connolly como um louco de um hospital psiquiátrico. O filme foi filmado em Belfast.

## Sinopse
A trama envolve dois vendedores de peruca, um católico e um protestante, que vivem em guerra constante em Belfast, Irlanda do Norte, em meados dos anos 80.

## Elenco
- Barry McEvoy .... Colm
- Brian F. O'Byrne .... George
- Anna Friel .... Bronagh
- Pauline McLynn .... Gerty
- Ruth McCabe .... Sra. O'Neill
- Laurence Kinlan .... Mickey
- Billy Connolly .... Scalper
- Des McAleer .... Sr. Black
- Colum Convey .... homem do IRA
- Ian Cregg .... Milker
- David Pearse .... Comrade
- Seamus Ball .... Sr. Duggan
- Enda Oates .... detetive
- Des Braiden .... Vicar
- George Shane .... Billy King